# Lycodes pacificus
Lycodes pacificus es una especie de pez de la familia de los Zoarcidae en el orden de los perciformes.

## Morfología
Los machos pueden llegar a alcanzar los 46 cm de longitud total.

## Alimentación
Come gusanos marinos, crustáceos, bivalvos pequeños y Ophiuroideas.

## Depredadores
Es depredado por Anoplopoma fimbria y algunas especies de la familia de losScorpaenidae .

## Hábitat
Es un pez de mar y de aguas profundas que vive entre 9- 399 m de profundidad.

## Distribución geográfica
Se encuentra en el Pacífico oriental: desde el Golfo de Alaska hasta el norte de la Baja California (México ).

## Uso comercial
Su carne es buena pero no muy apreciada

## Observaciones
Es inofensivo para los humanos. 